# Budynek przy ul. Sienkiewicza 29 w Toruniu
Budynek przy ul. Sienkiewicza 29 w Toruniu – dawna szkoła, obecnie budynek biurowy znajdujący się na Bydgoskim Przedmieściu w Toruniu. Figuruje w gminnej ewidencji zabytków (nr 1082).
Budynek powstał w 2. połowie XIX wieku i przeznaczony był na cele mieszkalne, które pełnił do 1939 roku. W latach 1952–2004 stanowił siedzibę Zespołu Szkół Gastronomicznych. W 2006 roku obiekt od miasta przejęła firma Budlex, w zamian za grunty należące do tej spółki, położone na trasie mostu drogowego im. Elżbiety Zawackiej. W latach 2011–2014 budynek wyremontowano i przeznaczono na cele biurowe.